# August Eisenlohr (Ägyptologe)

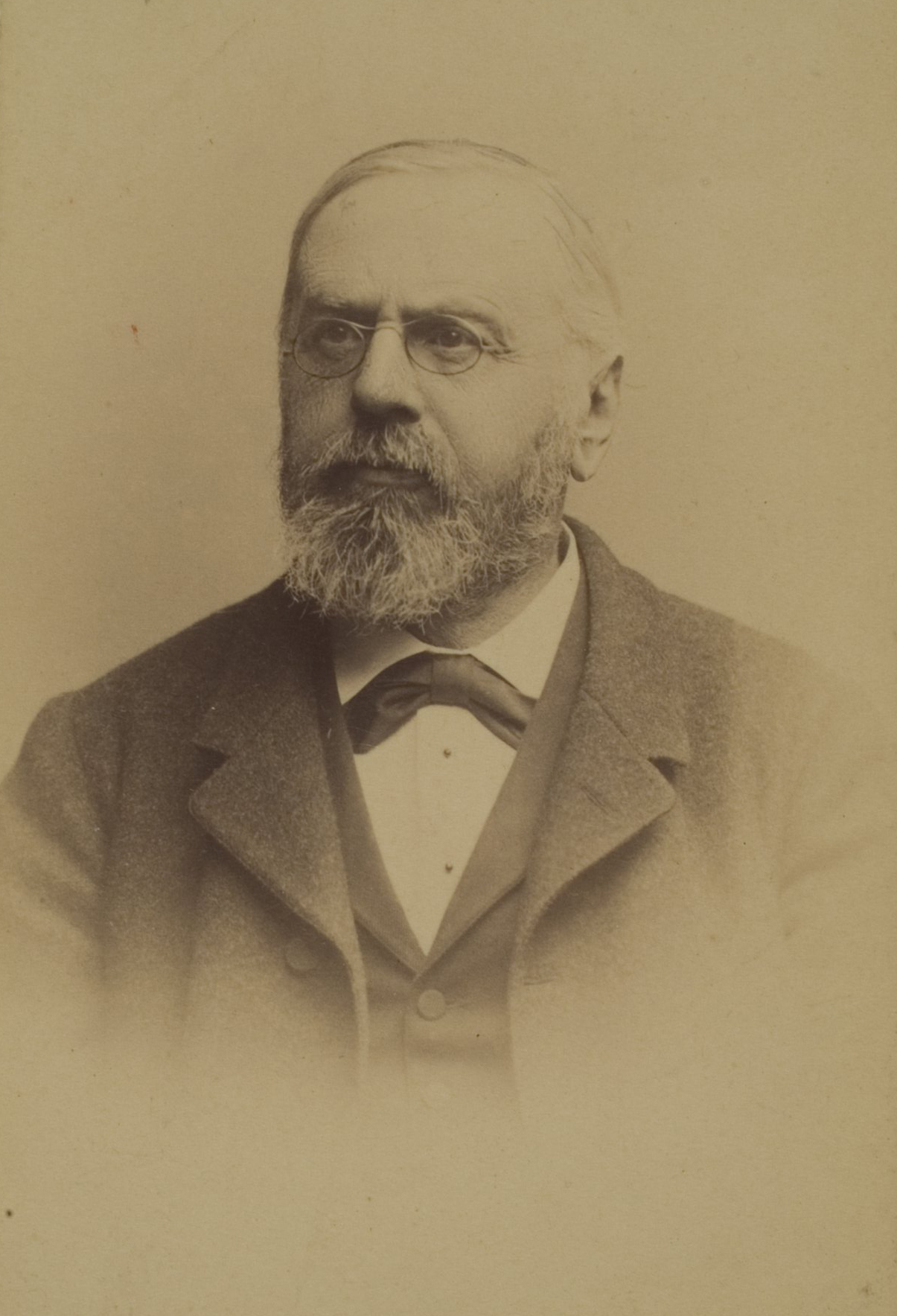
August Eisenlohr

August Adolf Eisenlohr (* 6. Oktober 1832 in Mannheim; † 24. Februar 1902 in Heidelberg) war ein deutscher Ägyptologe.

## Leben
August Eisenlohr studierte bis 1853 in Heidelberg und Göttingen Evangelische Theologie, später Naturwissenschaften, und war einige Jahre Fabrikant chemischer Produkte. Später machte er die Ägyptologie zu seinem Arbeitsgebiet. 1869 habilitierte er sich an der Universität Heidelberg für das Fach Ägyptologie und wurde dort 1872 außerordentlicher und 1885 Honorarprofessor. 1877 erwarb er sich große Verdienste um die Geschichte der Mathematik durch seine Arbeit über den Papyrus Rhind.

## Der Große Papyrus Harris
Während seiner Reise nach Ägypten 1869/70 besuchte er auch A. C. Harris in Alexandria, der Ende 1869 verstarb. Eisenlohr erhielt die Erlaubnis, einige Seiten eines Papyrus abzuschreiben. Als nun seine Adoptivtochter und Erbin Selima Harris mit ihrer ganzen Sammlung von Antiken, die 1870 eine heftige Explosion von Schießbaumwolle ohne größeren Schaden überstanden hatten, nach England zurückkehrte und diese verkaufen wollte, wandte sie sich (anscheinend) an Eisenlohr. Jedenfalls war dieser in England, studierte die Sammlung eingehend und erstellte in Selmas Haus in New Brighton (Merseyside) gegenüber Liverpool einen Katalog. Darunter befanden sich 9 hieroglyphische und hieratische, 5 griechische Papyrusrollen und etwa 150 koptische Fragmente. Eisenlohr führte ein Gespräch mit Samuel Birch vom Britischen Museum, der für einen Ankauf Geld von der britischen Regierung benötigte. 1872 war dies dann möglich.
Für Eisenlohr, Dozent für altägyptische Sprache an der Universität Heidelberg, waren die Rollen in altägyptischer Schrift von besonderem Interesse. Der größten der hieratischen Rollen gab er den Namen Der große Papyrus Harris. Mit diesem Namen wollte er sie auch von dem von François Chabas 1860 übersetzten Papyrus mit dem Titel Le papyrus magique Harris unterscheiden.
Eisenlohr beschreibt „den Großen Papyrus Harris“:

„Es ist die schönste, größte, bestgeschriebene, besterhaltene aller auf uns gekommenen Papyrusrollen. Er ist nicht weniger als 40,5 m lang und 42,5 cm breit. Er ist jetzt aufgerollt und abgeteilt in 79 Blätter von durchschnittlich 51 cm Länge und 42,5 cm Breite.“

Eisenlohr war der Erste, der den Papyrus in die deutsche Sprache übersetzte.

## Tod

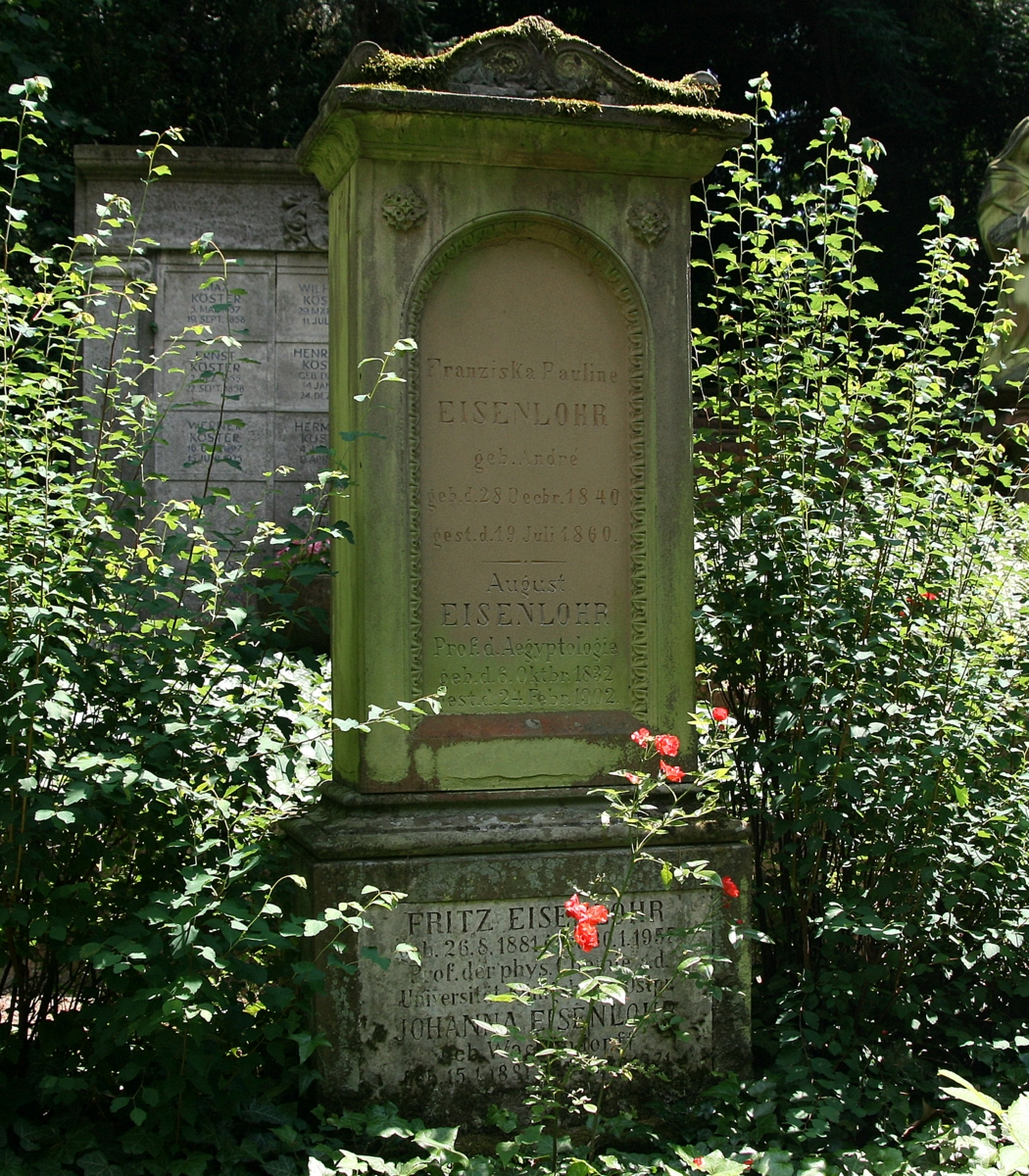
Familiengrab von August Eisenlohr. Auf einer schlichten Sandsteinstele sind seine Lebensdaten und die Daten seiner Angehörigen eingemeißelt. Die Grabstätte befindet sich auf dem Heidelberger Bergfriedhof in der (Abt. G)

August Eisenlohr verstarb am 24. Februar 1902 in Heidelberg. Sein Grab befindet sich auf dem Heidelberger Bergfriedhof. Es ist heute noch erhalten und befindet sich in der (Abt. G).

## Schriften (Auswahl)
- Der große Papyrus Harris. Ein wichtiger Beitrag zur ägyptischen Geschichte, ein 3000 Jahr altes Zeugniß für die mosaische Religionsstiftung enthaltend. Vortrag gehalten im philosophisch-historischen Verein zu Heidelberg. Hinrichs, Leipzig 1872, (Digitalisat).
- On the political Condition of Egypt before the Reign of Ramses III. Probably in Connection with the Establishment of the Jewish Religion. From the Great Harris Papyrus. In: Transactions of the Society of Biblical Archæology. Band 1, Nr. 2, 1872, S. 355–384.
- Ein mathematisches Handbuch der alten Aegypter (Papyrus Rhind des British Museum) übersetzt und erklärt. 2 Bände (Band 1: Commentar. Band 2: Tafeln.). Hinrichs, Leipzig 1877, (Digitalisat Bd. 1).
- Aus einem Brief des Professor Aug. Eisenlohr an Dr. Ludw. Stern. In: Zeitschrift für Ägyptische Sprache und Alterthumskunde. Band 23, Nr. 2, 1885, S. 51–58, (Über seine Reise nach Ägypten 1867).
- An Historical Monument. In: Proceedings of the Society of Biblical Archæology. Band 3, 1881, S. 97–98, (Zu: Ägyptisches Museum Berlin, Nr. 7798).
- Bearbeiter von: Karl Baedeker: Ägypten. Handbuch für Reisende. Theil 2: Ober-Ägypten und Nubien bis zum zweiten Katarakt. Bædeker, Leipzig 1891, (Digitalisat).